# Pinus pringlei
Pinus pringlei Shaw – gatunek drzewa z rodziny sosnowatych (Pinaceae). Sosna ta występuje w Meksyku (Guerrero, Michoacán, Morelos, México Distrito Federal, México State, Oaxaca, Veracruz).

## Ekologia
Sosna ta jest blisko spokrewniona z sosnami: P. greggii, P. jaliscana, P. oocarpa, P. patula, P. praetermissa, P. tecunumanii.
Jest jednym z gospodarzy rośliny pasożytniczej Arceuthobium globosum subsp. grandicaule (pasożyt pędowy). 

## Systematyka
Pozycja gatunku w obrębie rodzaju Pinus:
- podrodzaj Pinus
  - sekcja Trifoliae
    - podsekcja Australes
      - gatunek P. pringlei

## Zagrożenia
Międzynarodowa organizacja IUCN przyznała temu gatunkowi kategorię zagrożenia LC (least concern), czyli jest gatunkiem o niskim ryzyku wyginięcia.